# OXO (aliment)
Pour les articles homonymes, voir Oxo.
OXO est une gamme de produits alimentaires.

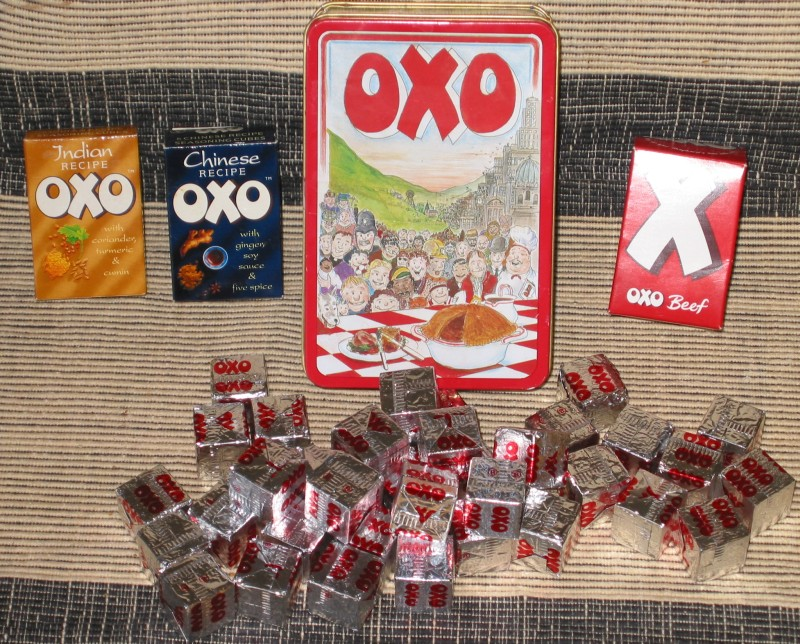
Cubes de bouillon OXO.

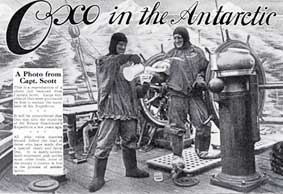
Chromo publicitaire lors de l'expédition Terra Nova.

Le plus connu, et le plus ancien, en est le cube de bouillon de bœuf préparé à partir d’extrait de viande Liebig et appelé « cube OXO ».
Le bouillon se présente aussi sous forme liquide, en flacon, et permet la préparation d’une tasse de bouillon, le renforcement d’un mets ou la préparation d’une gelée.
Un condiment appartient à la gamme : le « sel céleri OXO ».

## Historique
Lancé en 1899, l'OXO est une création de la Liebig's Extract of Meat Company, qui a aussi produit l’extrait de viande Libox, la graisse de bœuf Liebig, le corned beef du même nom, la langue de bœuf Fray Bentos et les concentrés de tomates Carlo Erba.
L'équivalent pour le marché français est le Viandox, qui était originellement produit sous formes soluble ou liquide par la Compagnie française des produits Liebig (Aubervilliers-La Courneuve).